# Resurrection (film, 2022)
Pour les articles homonymes, voir Résurrection (homonymie).
Pour plus de détails, voir Fiche technique et Distribution.
Resurrection est un thriller horrifique écrit et réalisé par Andrew Semans, sorti en 2022

## Synopsis
Femme d'affaires à l'existence rangée, Margaret vit avec sa fille adolescente Abbie et entretient une liaison secrète avec son collègue, Peter. Un jour, son quotidien se fragilise quand elle voit que son ex, David Moore, fréquente les mêmes lieux qu'elle comme une réunion de travail, une boutique ou un parc. Hantée par cette relation tumultueuse qu'elle a eue lorsqu'elle avait 18 ans, elle commence à avoir des crises d'angoisse et s'inquiète de plus en plus pour la sécurité d'Abbie. Persuadée qu'il revient la persécuter d'autant qu'elle l'a quitté en raison de sa toxicité, elle lui demande d'arrêter de la suivre et de la harceler. Cependant, ce dernier lui rétorque que leur fils décédé, Ben, souhaite son retour auprès d'eux...

## Fiche technique
- Titre : Resurrection
- Réalisation et scénario : Andrew Semans
- Montage : Ron Dulin
- Musique : Jim Williams
- Photographie : Wyatt Garfield
- Production : Tory Lenosky, Alex Scharfman, Drew Houpt, Lars Knudsen, Tim Headington et Lia Buman
- Sociétés de production : Tango Entertainment, Secret Engine, Square Peg et Rosetory
- Société de distribution : IFC Films et Shudder
- Pays d'origine :  États-Unis
- Langue originale : anglais
- Format : couleur - 2.35:1
- Genre : horreur, thriller
- Durée : 103 minutes
- Dates de sortie  :
  -  États-Unis
    -  : 22 janvier 2022 (Festival du film de Sundance)
    -  : 29 juillet 2022 (sortie nationale)

## Distribution
- Rebecca Hall (VF : Élisabeth Ventura) : Margaret Walsh
- Tim Roth : David Moore
- Grace Kaufman : Abbie
- Michael Esper : Peter
- Angela Wong Carbone : Gwyn